# Hyperolius polystictus
Hyperolius polystictus är en groddjursart som beskrevs av Laurent 1943. Hyperolius polystictus ingår i släktet Hyperolius och familjen gräsgrodor. IUCN kategoriserar arten globalt som sårbar. Inga underarter finns listade i Catalogue of Life.